# تاكوما ديفنس
تاكوما ديفنس (بالإنجليزية: Tacoma Defiance)‏ هو فريق كرة قدم أمريكي أسس في سنة 2014 بمدينة تاكوما بولاية واشنطن الأمريكية يلعب هذا الفريق حاليا في بطولة الدوري الامريكي (USL) ويلعب هذا الفريق على أرضية ميدان ملعب شني الواقع في مدينة تاكوما.